# ماغنوس هيدمان
ماغنوس هيدمان (بالسويدية: Magnus Hedman)‏، من مواليد 19 مارس 1973 في هودينغي في السويد، لاعب كرة قدم سويدي.
بدأ مسيرته الكروية مع نادي سولنا في عام 1990، ولعب معهم حتى عام 1997، وشارك معهم في 127 مباراة، وفي عام 1997 انتقل إلى نادي كوفنتري سيتي الإنجليزي، ولعب معهم حتى عام 2002، وشارك معهم في 134 مباراة، وفي عام 2002 انتقل إلى نادي سيلتك الأستكلندي، ولعب معهم حتى عام 2005، وشارك معهم في 26 مباراة، وفي عام 2004 أعير إلى نادي أنكونا الإيطالي، ولعب معهم 3 مباريات، ومنذ عام 2006 وهو يلعب مع نادي تشيلسي الإنجليزي.
و قد لعب مع منتخب السويد لكرة القدم بين عامي 1994 و2004، وقد شارك معهم في 58 مباراة.

## روابط خارجية
- ماغنوس هيدمان على موقع IMDb (الإنجليزية)
- ماغنوس هيدمان على موقع الاتحاد الدولي (مؤرشف)  (الإنجليزية)
- ماغنوس هيدمان على موقع اتحاد السويد (السويدية)
- ماغنوس هيدمان على موقع قاعدة بيانات كرة القدم.إي يو (الإنجليزية)
- ماغنوس هيدمان على موقع ناشيونال فوتبول تيمز (الإنجليزية)
- ماغنوس هيدمان على موقع Soccerbase.com (لاعب) (الإنجليزية)
- ماغنوس هيدمان على موقع Soccerway.com (الإنجليزية)
- ماغنوس هيدمان على موقع عالم كرة القدم.نت (الإنجليزية)